# Bänderung (Architektur)

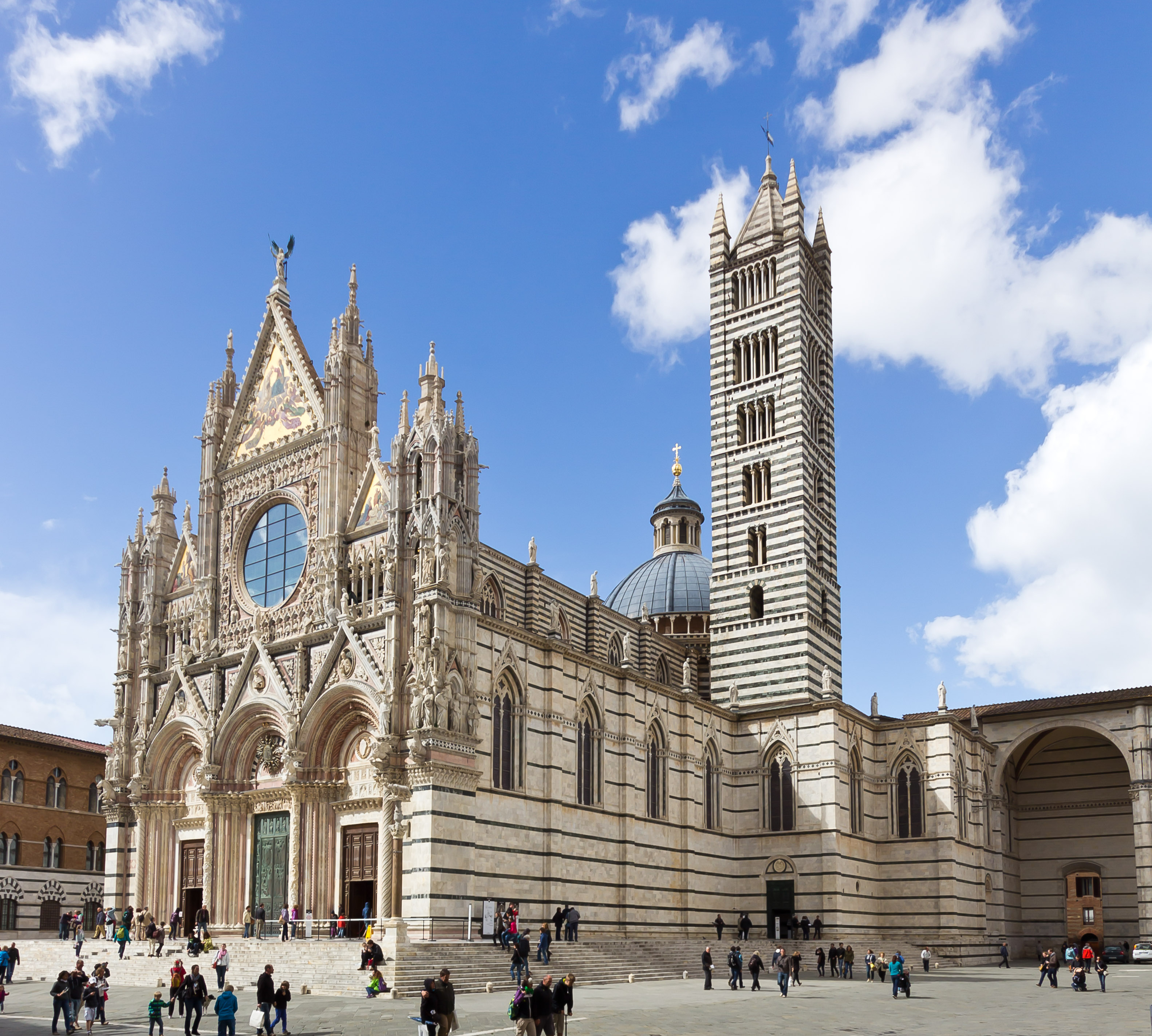
Gebänderte Fassade mit schwarzem und weißem Marmor am Dom zu Siena

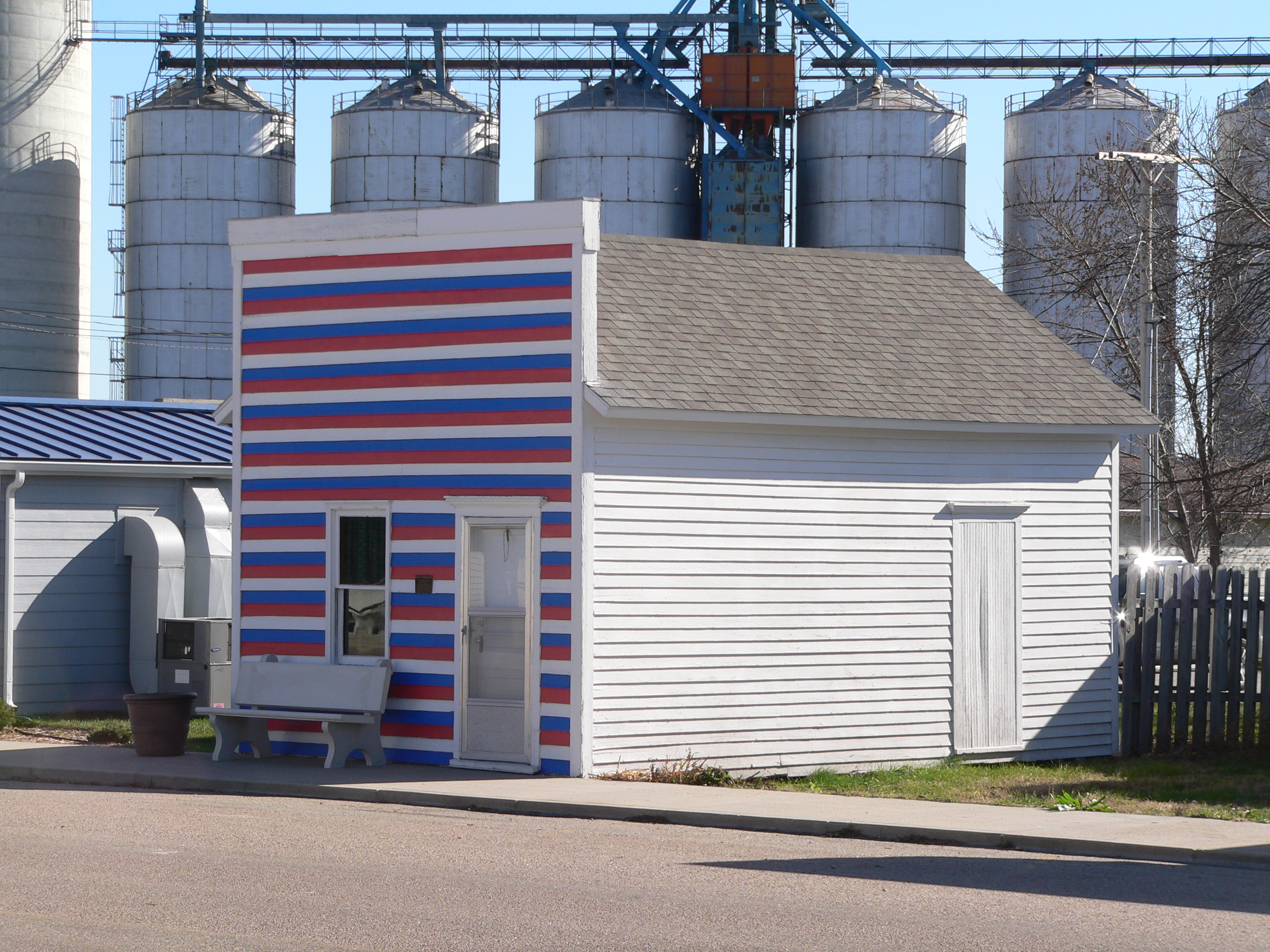
Gebänderte Scheinfassade mit farbig angestrichenen Holzlamellen. Cahow Barber Shop in Chapman, Nebraska, USA

Die Oberfläche eines Bauglieds heißt gebändert, wenn sie aus waagerechten Streifen (Bändern) besteht, die sich in Material, Farbe und/oder Tiefe unterscheiden. Die Bänderung kann durch Farbanstrich, Gesteinsschichtung oder Rustizierung entstehen.

## Arten der Bänderung
Die Oberfläche eines gebänderten Bauglieds besteht tatsächlich oder scheinbar aus unterschiedlichen Schichten, die an der Oberfläche des Bauglieds waagerechte Streifen (Bänder) bilden. Die Schichtstruktur kann durch unterschiedlichen Farbanstrich, durch Schichten verschiedenartiger Gesteine oder durch Vergrößerung der Fugenstärke zwischen den Gesteinsschichten (Rustizierung) erzeugt werden.

### Bänderung durch Farbanstrich
Die einfachste Art der Bänderung entsteht, wenn die Fassade durch waagerechte Streifen mit unterschiedlichen Farbauftrag gegliedert wird.

### Bänderung durch Schichtung
Die Bänderung kann auch durch Gesteinsschichten erzeugt werden, die sich in Material, Farbe und/oder Struktur unterscheiden.

#### Verschiedenfarbiger Naturstein
Ein Standardbeispiel für die Bänderung durch Schichtung verschiedenfarbigen Natursteins bietet die „Pisaner Romanik“ (Protorenaissance). Nach dem Vorbild des Doms zu Pisa wurden die Fassaden vieler Kirchen in der Toskana durch Bänder aus verschiedenfarbigen Marmorinkrustationen gegliedert.

#### Schichtungen mit Backstein
In der Backsteingotik kennt man verschiedene Arten von Schichtung:
- Einige besonders anspruchsvolle Bauten insbesondere des Ostseeraums sind aus verschiedenfarbigem Backstein errichtet, dunkel glasiertem im Wechsel mit unglasiertem rotem, oder auch Backsteine mit zwei verschiedenfarbigen Glasuren.
- In der Backsteingotik der Niederlande und des Niederrheins, aber auch in Dänemark hat man gerne den Farbgegensatz von Backstein und Naturstein genutzt. Da der Naturstein dabei zumeist heller ist als der Backstein, bezeichnet man die Natursteinschichten auf Niederländisch als „Speklagen“, wovon sich die deutsche Übersetzung nur orthografisch unterscheidet, Specklagen.

### Rustizierung
Die Oberfläche eines Bauglieds heißt rustiziert, wenn die einzelnen Steinlagen durch starke Fugen getrennt sind.